# Supercopa espanyola d'hoquei sobre patins femenina 2021-2022
La Supercopa d'Espanya femenina 2021-22 fou la primera edició de la Supercopa espanyola d'hoquei sobre patins. Se celebrà el 30 i 31 d'octubre de 2021 al Pavelló Can Xarau-Paco Arpide de Cerdanyola del Vallès i fou organitzada per la Federació Espanyola de Patinatge. La competició es creà amb la voluntat d'igualar-se amb les competicions estatals masculines d'hoquei sobre patins. Hi participaren quatre equips, el Telecable HC, Generali HC Palau de Plegamans, com a campió de l'OK Lliga, Martinelia CP Manlleu, com a campió de la Copa de la Reina i Cerdanyola CH Feníe Energia, com a club amfitrió. Es disputà en format de final a quatre i fou retransmès en directe per Esport3 i OK Liga TV.
Es proclamà primer campió de la Supercopa el Generali HC Palau de Plegamans, que sumà el seu primer títol de la temporada. La jugadora mataronina Aina Florenza fou la màxima golejadora de la competició amb sis gols.

## Competició

### Quadre de competició
|  | Semifinals             | Semifinals        |                        |   | Final | Final |
|  |                        |                   |                        |   |       |       |
|  | 30 d'octubre 11:00 CET |                   |                        |   |       |       |
|  |                        |                   |                        |   |       |       |
|  | Martinelia CP Manlleu  | 1                 |                        |   |       |       |
|  | Martinelia CP Manlleu  | 1                 | 31 d'octubre 19:30 CET |   |       |       |
|  | Cerdanyola CH          | 2                 |                        |   |       |       |
|  | Cerdanyola CH          | 2                 | Cerdanyola CH          | 0 |       |       |
|  | 30 d'octubre 13:00 CET |                   | Cerdanyola CH          | 0 |       |       |
|  |                        | Generali HC Palau | 6                      |   |       |       |
|  | Generali HC Palau      | Generali HC Palau | 6                      | 5 |       |       |
|  | Generali HC Palau      |                   |                        | 5 |       |       |
|  | Telecable HC           | 2                 |                        |   |       |       |
|  | Telecable HC           | 2                 |                        |   |       |       |

### Semifinals
A la primera semifinal, el Cerdanyola CH Fenie Energia remuntà el gol inicial d'Anna Casarramona (1-0) a la segona part. Marcaren Maria Figuerola (1-1) i Adriana Gutiérrez (1-2), de falta directa. El club cerdanyolenc es classificà per a la seva primera final.
| Martinelia CP Manlleu | 1‐2     | Cerdanyola CH Feníe Energia          |
| --------------------- | ------- | ------------------------------------ |
| Casarramona 34'       | Informe | Figuerola 34' · Gutíerrez 37' (f.d.) |

A la segona semifinal, el Generali HC Palau guanyà per 5 a 2 al Telecable HC després d'un partit intens a la primera part amb sis gols. Marcaren Carla Fontdeglòria, Núria Almeida, en pròpia porta, i Aina Florenza, per part vallesana, i Marta González Piquero i Sara Roces, per part asturiana.
| Generali HC Palau                                                  | 5‐2     | Telecable HC                 |
| ------------------------------------------------------------------ | ------- | ---------------------------- |
| Fontdegloria 2' (p.), 10', 44' · Almeida 11' (p.p.) · Florenza 19' | Informe | Piquero 10' · Roces 20' (p.) |

### Final
El Cerdanyola CH Fenie Energia i el Generali HC Palau disputaren la primera final de la Supercopa espanyola. El club vallesà complí els pronòstics i guanyà per 6 a 0. La jugadora mataronina Aina Florenza marcà cinc gols, rècord històric de les finals de supercopa. El Generali HC Palau aconseguí el seu primer títol de la temporada.
| Cerdanyola CH | 0‐6     | Generali HC Palau                                    |
| ------------- | ------- | ---------------------------------------------------- |
|               | Informe | Florenza 7', 24', 26', 34', 42' (f.d.) · Vicente 35' |

| Cerdanyola CH Feníe Energia | }} Generali HC Palau de Plegamans |

| #             | Pos. | Nom               |  |
| ------------- | ---- | ----------------- |  |
| 10            | POR  | Mariona Surós     |  |
| 2             |      | Joana Xicota      |  |
| 3             |      | Daiana Silva      |  |
| 5             |      | Maria Figuerola   |  |
| 7             |      | Laia Pera         |  |
| 8             |      | Adriana Gutiérrez |  |
| 13            |      | Gemma Solé        |  |
| 25            |      | Natalia Crespo    |  |
| 45            |      | Abril Batlle      |  |
| 54            | POR  | Carla Batlle      |  |
| Entrenador    |      |                   |  |
| Daniel Setien |      |                   |  |

| Campió de la Supercopa d'Espanya 2021       |
| ------------------------------------------- |
| Generali HC Palau de Plegamans Primer títol |

| #          | Pos. | Nom                |     |
| ---------- | ---- | ------------------ | --- |
| 88         | POR  | Laura Vicente      |     |
| 2          |      | Berta Busquets     |     |
| 3          |      | Laura Puigdueta    | 28' |
| 6          |      | Aina Florenza      |     |
| 7          |      | Carla Fontdegloria |     |
| 8          |      | Gisela Vicente     |     |
| 13         |      | Aimee Blackman     |     |
| 17         |      | Mariona Colomer    | 14' |
| 43         |      | Laia Juan          |     |
| 20         | POR  | Anna Salvat        |     |
| Entrenador |      |                    |     |
| Ivan Sanz  |      |                    |     |

## Estadístiques
| Classificació final | Classificació final         | Classificació final | Classificació final | Classificació final | Classificació final | Classificació final | Classificació final |
| #                   | Club                        | PJ                  | PG                  | PP                  | GF                  | GC                  | DF                  |
| ------------------- | --------------------------- | ------------------- | ------------------- | ------------------- | ------------------- | ------------------- | ------------------- |
| 1                   | Generali HC Palau           | 2                   | 2                   | 0                   | 11                  | 2                   | 9                   |
| 2                   | Cerdanyola CH Feníe Energia | 2                   | 1                   | 1                   | 2                   | 7                   | -5                  |
| 3                   | Martinelia CP Manlleu       | 1                   | 0                   | 1                   | 1                   | 2                   | -1                  |
| 3                   | Telecable HC                | 1                   | 0                   | 1                   | 2                   | 5                   | -3                  |

| Màxima golejadora | Màxima golejadora        | Màxima golejadora | Màxima golejadora | Màxima golejadora | Màxima golejadora | Màxima golejadora |
| #                 | Nom                      | G                 | PJ                | GPP               | Pen               | FD                |
| ----------------- | ------------------------ | ----------------- | ----------------- | ----------------- | ----------------- | ----------------- |
| 1                 | Aina Florenza            | 6                 | 2                 | 3.00              | 0                 | 1/2               |
| 2                 | Carla Fontdeglòria       | 3                 | 2                 | 1.50              | 1/2               | 0                 |
| 3                 | Anna Casarramona         | 1                 | 1                 | 1.00              | 0/1               | 0                 |
| 4                 | Sara Roces               | 1                 | 1                 | 1.00              | 1/1               | 0                 |
| 5                 | Berta Busquets           | 1                 | 2                 | 0.50              | 0/1               | 0                 |
| 6                 | Marta González Piquero   | 1                 | 1                 | 1.00              | 0                 | 0                 |
| 7                 | Adriana Gutiérrez Valero | 1                 | 2                 | 0.50              | 0                 | 1/3               |
| 8                 | Maria Figuerola          | 1                 | 2                 | 0.50              | 0                 | 0                 |
| 9                 | Gisela Vicente           | 1                 | 2                 | 0.50              | 0                 | 0                 |